# Парі (село)
Парі (ест. Pari) — село в Естонії, входить до складу волості Вастселійна, повіту Вирумаа.